# 記憶駭客
《記憶駭客》是一款動作冒險遊戲。遊戲女主妮琳是地下反抗組織「Errorist」的記憶獵人，劇情圍繞妮琳大部分記憶被超大型企業Memorize剝奪展開，她在神祕男子艾奇的幫助下，開始一段推翻Memorize並找回失去記憶的任務。遊戲中，妮琳可以使用「記憶重混」的能力來修改人們的記憶。其戰鬥系統是一個名為Pressen的修改版連擊系統。
《記憶駭客》是由Dontnod Entertainment開發的首部作品，由公司創辦人之一的尚-馬克西姆·莫里斯指導。他希望創作發人深省的故事，最終選定女性主角來傳達主題。遊戲原名《Adrift》，由索尼發行，為PlayStation 3獨佔遊戲。但遊戲在2011年因開發商與發行商在創意上有分歧，而被迫取消。翌年，卡普空收購《記憶駭客》知識產權，為Dontnod提供資金，開發得以重啓。
遊戲於2013年6月在Microsoft Windows、PlayStation 3、Xbox 360上發行。截至2016年，遊戲已售出越100萬份。遊戲在發行後，所获評價褒贬不一。評論者讚賞世界設計、配樂、主題、玩法中的記憶重混部分；同時批評故事平庸、關卡設計未盡人意、戰鬥動作僵硬。

## 內容與玩法

### 遊戲系統
《記憶駭客》元素包含探索解謎和近戰戰鬥。玩家以第三人稱視角操控妮琳，能夠對非玩家角色「記憶重組」。駭入對方記憶、並改變對方腦內的事實，從而操縱他們。同時也能竊取對方記憶並回放，籍以避開危險。當玩家的生命值較低時，遊戲屏幕會出現小故障的效果，直到恢復足夠的生命值方能復原。部分關卡設有謎語，玩家須解開謎題才能開門，繼續推動劇情。
戰鬥方面，玩家將獲得五種S-Pressen動作（即絕招），包括提升攻擊速度、令一定範圍敵人暈眩、放置炸彈以造成範圍傷害、令對方成為友方、隱身。有組合技系統，包括四種稱為Pressens的戰鬥動作屬性，Regen（治療）、Power（強化：提高傷害）、Chain（連鎖：連接的技能效果增強）和Cooldown（加速：降低恢復S-Pressen能量的冷卻時間）。玩家能將不同屬性串連一起，創建最多四組專屬連擊組合拳。遊戲提供總共五萬種不同組合。

### 劇情大綱
《記憶駭客》設定在2084年的新巴黎（Neo-Paris），企業Memorize發明了一種新的腦植入物——「感動引擎」（Sensation Engine，簡稱Sensen），並為每個人裝上。人們能夠網絡上傳和分享記憶，以及移除不愉快的回憶。這讓Memorize擁有監控民眾的莫大權力，建立了一個能自由監控的國家。部分使用者對修改記憶上癮，變成感知退化的「乾屍人」（Leapers），Memorize將他們遷入新巴黎的下水道貧民區，以製造表面完美的社會。反抗組織Errorist因此出現並以推翻Memorize為目標。
游戏开场时，反抗组织Errorist成员尼琳（Nilin）被囚禁在巴士底獄，她的记忆几乎被Memorize抹去。而當她被帶去抹去最後的記憶時，一個她只能通過通訊設備聽到的神秘男人聲音——"边缘"（Edge）告訴尼琳他是Errorists的領袖並會協助她逃脫。边缘告知她她拥有窃取与重构记忆的天赋，因此尼琳必須完成边缘給予的任務，藉此找回她自己的記憶及徹底推翻Memorize。在尼琳逃至新巴黎贫民窟后，尼琳遇见同伴汤米，两人随即遭遇赏金猎人奥尔加·谢多娃的追杀。尼琳潜入奥尔加意识，重构其记忆使其误以为丈夫死于Memorize医生之手。奥尔加转而成为盟友，护送尼琳前往目的地。在圣米歇尔区，在一位代号是"错误请求"的同伴协助下，边缘指示尼琳窃取新巴黎首席建筑师卡奥里·谢里丹的密匙。获得密匙后，边缘利用其开启水坝淹没整个城区。借助洪水制造的混乱，尼琳潜入巴士底獄，攻破管理人"夫人"的防线，找到了囚犯记忆儲存庫。在恢复部分记忆後，她想起自己入狱的缘由：曾通过记忆重构使一名Memorize指挥官误以为自己杀害了女友，导致其自杀。
虽心怀抗拒，尼琳仍执行边缘的下个计划：重构Memorize首席执行官希拉·卡地亚-威尔斯的記憶，令其认清公司技术的危害。潜入希拉办公室后，尼琳修改了其车祸记忆，却震惊发现对方竟是自己的母亲。此时边缘又命她前往要塞地下室营救被俘的"错误请求"，但"错误请求"未能成功營救，而且最終要塞也崩塌了。
当Memorize所有秘密行动被瓦解，边缘逼迫尼琳攻入其核心基地"概念立方体"，摧毁中央服务器H3O。在那里她遇见自己的父亲查尔斯。原来当年引起妻子重伤的车祸發生後，為促使女儿遗忘車禍而研发能清除記憶的「感動引擎」。在希拉劝说下，查尔斯协助尼琳进入服务器核心，最终揭露边缘实为H3O内被删除记忆聚合而成的意识体——其起源正是尼琳不幸童年的记忆碎片。在边缘/H3O的引導下，尼琳摧毁服务器释放所有记忆。在她恢復其他记忆片段的時候，她领悟边缘的箴言，即痛苦记忆需直接面對而非强行抹除。

## 開發和發行
2008年，Dontnod Entertainment成立，隨即著手設計《記憶駭客》，讓-馬克西姆·莫里斯擔任創意總監。遊戲最初名為《Adrift》，設計構想為因全球變暖而被淹沒的世界，能讓玩家使用水上摩托車在沿海城市中穿梭。故此，開發團隊原定將遊戲設置在悉尼、東京、三藩市等沿海城市。後來，團隊留意到社交網路對社會影響變大，於是改變主意重新設計了遊戲。靈感取自現實世界的社交網站，如Facebook、Tumblr、Twitter等，並以「記憶」作為核心主題探討社交網絡在未來幾十年的演變，將遊戲背景設置在巴黎。
遊戲的賽博朋克風格，參考自經典賽博朋克漫畫《亚基拉》和《攻殼機動隊》。莫里斯希望在故事中帶出情感親密，所以以女性作為故事主人翁更有意義。同時，因為在推銷給潛在發行商時，已經定好主角性別，難以再作更改。音樂配樂由奥利维尔·德里维耶帶領愛樂管弦樂團錄製，後期再以電子音樂技術修改。德里维耶認為遊戲故事信息膨大，讓人困惑，他於是在配樂反映出記憶被抹去的困惑和遊戲中正發生的事情。他將主題曲切幾個小段，散落整個故事中。直至遊戲的最後一場戰鬥中，玩家才會聽到完整主題曲，以此體現妮琳記憶逐步重建。《記憶駭客》采用虛幻引擎3，Dontnod在開發時與Epic Games的工程團隊合作，以減少員工工作量。
《記憶駭客》在2010年2月與索尼簽定合同，在PlayStation 3獨家發行。但後來Dontnod和索尼之間產生創意上的分歧，預算削減而在2011年2月被取消發行。Dontnod在2011年科隆遊戲展上展示《記憶駭客》，希望與另一發行商簽署合約。2012年，卡普空購買遊戲的知識產權，為項目提供資金。2013年6月4日和7日，《記憶駭客》分別在北美和歐洲的Microsoft Windows、PlayStation 3、Xbox 360上發行。

## 迴響

### 評價
| 汇总媒体     | 得分                                |
| ------------ | ----------------------------------- |
| GameRankings | PS3：74.46% X360：69.14% PC：69.00% |
| Metacritic   | PS3：72/100 X360：70/100 PC：65/100 |

| 媒体                    | 得分    |
| ----------------------- | ------- |
| Edge                    | 8/10    |
| Eurogamer               | 7/10    |
| Game Informer           | 7.75/10 |
| GamesRadar+             | [ 32 ]  |
| GameSpot                | 7/10    |
| GameTrailers            | 6.8/10  |
| IGN                     | 5.9/10  |
| 英国PlayStation官方杂志 | 7/10    |
| Polygon                 | 8/10    |
| Joystiq                 | [ 37 ]  |

根據评论汇总网站Metacritic，《記憶駭客》所獲評價褒貶不一。評論者讚賞世界設計、配樂、主題、玩法中的記憶重混部分；同時批評故事平庸、關卡設計未盡人意、戰鬥動作僵硬。
杂志《Edge》編輯讚賞妮琳是意志強大，她擁有的一系列性格特點矛盾但卻討人喜歡，同時認為游戏中的謎題設計新鮮。GameSpot的凯文·范奥德（Kevin VanOrd）亦滿意遊戲對妮琳性格塑造，稱她是「一個既強大又脆弱的偉大女主角」。GamesRadar+的瑞安·塔尔约尼克（Ryan Taljonick）表示世界設定不俗，不論是富裕地區高聳的摩天大樓環境，抑或貧民窟的街道，都富有細節。IGN的丹尼尔·克鲁帕（Daniel Krupa）則指Dontnod所塑造的新巴黎獨特且充滿活力。《PlayStation官方杂志—英国》編輯認為未來主義背景設定「令人驚嘆」和「視覺上印象深刻」。
《Game Informer》的本·里夫斯（Ben Reeves）認為游戏組合技系統獨特，能給玩家一定的創造力，某些敵人易受特定類型攻擊，故連擊組合就像解開謎題般。Eurogamer的汤姆·布拉姆韦尔（Tom Bramwell）也認為戰鬥系統新穎，記憶重組部分則很吸引人，將記憶挑選組合以替代現實的概念新奇。。GameTrailers的贾斯廷·斯皮尔（Justin Speer）則認為Dontnod在設計《記憶駭客》中雖未能充分發揮記憶重組的功能，但這系統是個好主意。Joystiq的路德维希·基茨曼（Ludwig Kietzmann）也表示希望在遊戲中有更多機會使用記憶重組的功能。
Polygon的亚瑟·吉斯（Arthur Gies）表示遊戲配樂編寫精心、風格獨特，能夠强化遊戲核心主題，值得認可。
批評方面，Eurogamer的布拉姆韦尔認為劇情後期太著重對科幻元素的描繪，使其它遊戲元素顯得薄弱。《Game Informer》的里夫斯不滿意非玩家角色故事設計，世界觀設計遠比角色故事有趣。遊戲未能著墨發展非玩家角色的故事發展，使他們團結對抗MEMORIZE的目的不夠清晰。GameSpot的范奥德遺憾于玩家不能自由探索，只能跟隨劇情移動。GamesRadar+的塔尔约尼克同樣表示遊戲關卡都由狹窄的走廊和爬梯組成，對於玩家探索限制太大。
《Edge》編輯認為逐步解鎖絕招設計有缺陷，某些絕招要到後期才能使用，很費時。
IGN的克鲁帕認為動作僵硬，缺乏變化。Joystiq的基茨曼稱《記憶駭客》是「一個委靡平庸的動作遊戲」，視覺吸引但動畫生硬、鏡頭系統欠佳，缺乏刺激感。
2017年，《每日电讯报》將《記憶駭客》評為最佳赛博朋克電子遊戲之一。

### 銷量
《記憶駭客》在2013年10月和2014年2月納入PlayStation Plus，累積了超過200萬玩家，使其成為歐洲第二大PlayStation Plus下載遊戲。2016年，遊戲銷量超過100萬份，成為卡普空的「白金遊戲」。

## 其他媒體
在遊戲發布之前，官方通過多媒體網站發布了前傳故事，以Memorize公司創始人、Sensen腦部植入物的創造者Antoine Cartier-Wells的日記的方式，講述遊戲開始前100年Memorize的故事。在遊戲發布後，Dark Horse Comics發行了一本24頁的印刷漫畫，由Matt Kindt編寫，Matthew Southworth繪製，作為在GameStop預訂遊戲的獨家贈品。Dark Horse後來出版了一本184頁的精裝書，內容包括概念藝術和開發者評論。2013年6月20日，官方又發布了一個前傳故事，名為《潘多拉檔案》。由英國小說家Scott Harrison撰寫，由卡普空以電子書的形式出版。故事設定在遊戲開始前幾個月，圍繞著妮琳這個角色展開。

## 續作
2015年，Dontnod宣佈《記憶駭客》續作故事經已完成設計，隨時可以製作，但遊戲最終的開發決定權在卡普空。然而，總監莫里斯表示Dontnod在開發《記憶駭客》的續作前，打算先開發《奇妙人生》的續作。同年，Dontnod再表示與卡普空合作推出續作已不再可行。